# Sympa (программа)
Sympa (аббревиатура от фр. Systeme de Multi-Postage Automatique) — программное обеспечение для управления почтовыми рассылками с открытым исходным кодом. Sympa, в переводе с французского, означает «симпатичный».

## Особенности
- Поддержка виртуальных серверов почтовых рассылок (в терминологии Sympa — роботов)
- Хранение данных в реляционных СУБД.
- Поддержка антивирусных плагинов

Sympa состоит по крайней мере из пяти параллельных демонов, общающихся через базу данных или помещающих файлы в очереди: основной демон, принимающий входящую почту и управляющий другими процессами; демон возврата, управляемый входящими сообщениями о недоставке; архиватор, архивирующий исходящую почту; менеджер задач, производящий намеченное обслуживание; и программа электронной почты, распространяющая сообщения получателям списков рассылки.
Работа основного демона может быть разделена на три параллельных потока; произвольное количество экземпляров программы электронной почты может быть выполнено параллельно. По крайней мере в теории процессы программы электронной почты могут быть распределены в кластере. Эта архитектура, объединенная с использованием таблицы базы данных для того, чтобы буферизовать исходящую почту, делает Sympa хорошо подходящий для больших и очень больших списков рассылки, включающих миллионы подписчиков.